# Lambda Pavonis
Désignations
Lambda Pavonis (en abrégé λ Pav) est une étoile variable de quatrième magnitude de la constellation australe du Paon. D'après la mesure de sa parallaxe par le satellite Hipparcos, elle est distante d'approximativement ∼ 1 400 a.l. (∼ 429 pc) de la Terre. Elle est répertoriée comme un membre de l'association Scorpion-Centaure.
Lambda Pavonis est une étoile Be massive, un type d'étoile à rotation rapide qui a développé un disque de gaz autour d'elle. C'est une variable de type Gamma Cassiopeiae dont la magnitude apparente varie entre 4,00 et 4,26. C'est une étoile bleu-blanc de la séquence principale de type spectral B2Ve, qui génère son énergie par la fusion de l'hydrogène en hélium dans son noyau. Elle tourne rapidement sur elle-même à une vitesse de rotation projetée de 190 km/s. Cela donne à l'étoile une forme aplatie avec un rayon équatorial qu'on estime être 10 % plus grand que son rayon polaire.
On estime que Lambda Pavonis est âgée de 16 millions d'années et qu'elle est 12,5 fois plus massive que le Soleil. Son rayon (de pôle à pôle) est environ neuf fois plus grand que le rayon solaire. Elle est 8 450 fois plus lumineuse que le Soleil et sa température de surface est de 20 300 K. Des variations au cours du temps sont observables dans le spectre de l'étoile, mais leur origine n'est pas établie. Elles pourraient être expliquées par la présence d'un compagnon proche ou encore être dues à une variabilité intrinsèque de l'étoile. Lambda Pavonis possède un compagnon visuel qui était situé à 60,6 secondes d'arc d'elle en 2010, mais il s'agit d'un compagnon purement optique.